# Cylindrepomus elisabethae
Cylindrepomus elisabethae là một loài bọ cánh cứng trong họ Cerambycidae.